# Margaretha von Liechtenstein

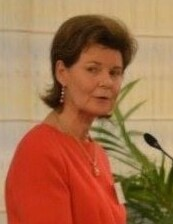
Margaretha von Liechtenstein (2016)

Margaretha Antonia Marie Félicité von Liechtenstein (geboren als Margaretha von Luxemburg; geb. 15. Mai 1957 auf Schloss Betzdorf) ist das vierte der fünf Kinder von Großherzog Jean von Luxemburg (1921–2019) und Joséphine Charlotte von Belgien (1927–2005). Als Schwester des aktuellen Großherzogs Henri von Luxemburg und Schwägerin von Fürst Hans-Adam II. von Liechtenstein ist sie Mitglied sowohl der großherzoglichen Familie von Luxemburg aus dem Haus Bourbon-Parma wie auch des Fürstenhauses Liechtenstein.

## Biographie
Prinzessin Margaretha kam 1957 gemeinsam mit ihrem Zwillingsbruder Jean von Luxemburg auf dem luxemburgischen Schloss Betzdorf zur Welt. Sie studierte an der European School of Luxembourg (ESL) und absolvierte Studienabschnitte in Belgien, woher ihre Mutter stammte, im Vereinigten Königreich und in den Vereinigten Staaten. Sie spricht Luxemburgisch, Französisch, Englisch und Deutsch. Sie erwarb einen Doktortitel in Sozialwissenschaften.
Margaretha von Liechtenstein ist Schirmherrin der gemeinnützigen International Dyslexia Association, die sich mit Fragen rund um Legasthenie befasst, der Prinzessin-Margaretha-von-Luxemburg-Pfadfinderinnen von Leudelingen und des 1898 gegründeten luxemburgischen Sozialverbands Crèche de Luxembourg. Durch ihr ehrenamtliches Engagement ist sie auf vielen NGO-Konferenzen in Europa präsent.
Am 20. März 1982 heiratete sie den Diplomaten Nikolaus von Liechtenstein in der Kathedrale Notre Dame in Luxemburg. Er ist der dritte Sohn von Fürst Franz Josef II. und Georgina von Wilczek. Dies ist vorerst die letzte dynastisch gleichrangige Ehe zwischen zwei in Europa regierenden Fürstenhäusern. Mit ihrer Heirat 1982 wurde sie zu Ihrer Königliche Hoheit Fürstin Margaretha von Liechtenstein, Gräfin von Rietberg, wobei das Fürstentum Liechtenstein die Verwendung der Anrede Königliche Hoheit anerkennt und beibehält. Margaretha trägt den aus ihrer Ehe abgeleiteten Titel, weiter die auf ihre eigene königliche Abstammung zurückzuführenden Titel Fürstin von Luxemburg, Fürstin von Bourbon-Parma und Fürstin von Nassau.
Das Paar bekam vier Kinder:
- Leopold Emmanuel Jean Marie von Liechtenstein (*/† 20. Mai 1984)
- Maria-Anunciata Astrid Joséphine Veronica von Liechtenstein (* 12. Mai 1985) ⚭ 2021 Emanuele Musini (* 1979)[9]
- Marie-Astrid Nora Margarita Veronica von Liechtenstein (* 26. Juni 1987) ⚭ 2021 Ralph Worthington (* 1985)[10]
- Josef-Emanuel Leopold Marie von Liechtenstein (* 7. Mai 1989) ⚭ 2022 María Claudia Echavarría (* 1988)[11]

Als Ergebnis einer dynastisch genehmigten Ehe sind die Kinder Angehörige des fürstlichen Hauses Liechtenstein und Josef-Emanuel steht in der Liechtensteiner Thronfolge.
Im Jahr 2011 verfügte Großherzog Henri, dass seine weiblichen Nachkommen gemäß der absoluten Primogenitur fortan das Recht auf die Thronfolge ohne Rücksicht auf das Geschlecht genießen sollten. Andere Prinzessinnen der Dynastie, die von früheren Herrschern abstammen, können im Falle des Aussterbens aller männlichen Dynasten und aller Dynasten, die von Großherzog Henri abstammen, den Thron noch erben, und zwar in der Reihenfolge, die in der 1907 erfolgten Änderung des Nassauischen Familienpakts von 1783 festgelegt wurde.

## Ehrungen
- Rittergroßkreuz des luxemburgischen Militär- und Zivildienst-Ordens Adolphs von Nassau[13]
- Großherzog-Jean-Silberjubiläums-Medaille
- Damengroßkreuz des Fürstlich Liechtensteinischer Verdienstordens
- Sternkreuzorden 1. Klasse für Damen des österreichischen Hauses Habsburg
- Damengroßkreuz des Ordens der heiligen Isabella des portugiesischen Hauses Braganza[14]
- Ritterin des Großkreuzes III. Klasse des Souveränen Militärischen Hospitalier-Orden vom Heiligen Johannes von Jerusalem, von Rhodos und von Malta[4]
- Ritterin des Großkreuzes des spanischen Orden de Isabel la Católica[15]